# 1854 na literatura

## Eventos
- Publicação de Memórias de um Sargento de Milícias, de Manuel Antônio de Almeida.
- 1ª edição da Missão Abreviada, o livro mais editado em Portugal no séc. XIX.
- Publicação de História Geral do Brasil, de Francisco Adolfo de Varnhagen.
- Publicação de Walden; ou, A Vida nos Bosques, de Henry David Thoreau.

## Nascimentos
| Data          | Nome                | Profissão        | Nacionalidade | Observações | Ref |
| ------------- | ------------------- | ---------------- | ------------- | ----------- | --- |
| 30 de Maio    | Wenceslau de Moraes | escritor         | Portugal      | m. 1929     |     |
| 16 de Outubro | Oscar Wilde         | escritor         | Irlanda       | m. 1900     |     |
| 20 de Outubro | Arthur Rimbaud      | poeta            | França        | m. 1891     |     |
| 8 de Novembro | Teófilo Dias        | político e poeta | Brasil        | m. 1889     |     |

## Mortes
| Data          | Nome            | Profissão | Nacionalidade | Observações | Ref |
| ------------- | --------------- | --------- | ------------- | ----------- | --- |
| 9 de Dezembro | Almeida Garrett | escritor  | Portugal      | n. 1799     |     |